# Cimitile
Cimitile è un comune italiano di 6 902 abitanti della città metropolitana di Napoli in Campania.

## Geografia fisica
Cimitile è nel Nolano, area dell'entroterra a nord est di Napoli.

## Storia

### Le origini
Il luogo dove sorge Cimitile ospitò anticamente un tempio di Ercole, forse identificabile con quello oggetto del trattato fra la stessa Nola e Avella riportato nel Cippus Abellanus, il più importante documento in lingua osca.

### Il culto di san Felice
In epoca romana il territorio fu occupato da una necropoli, che fu luogo di sepoltura di Felice di Nola, santo molto venerato, morto il 14 gennaio di un anno imprecisato verso la fine del terzo secolo. Sulla tomba di san Felice fu realizzata una delle prime memorie cristiane con l'innalzamento di un mausoleo quadrato in onore del santo. Dalla funzione cimiteriale deriva quindi l'antico nome Cimiterium, divenuto poi Cimitile. La primitiva basilica di San Felice era insufficiente per raccogliere l'immensa folla di fedeli che si recava a pregare sulla tomba del santo, per cui nei primi anni del V secolo il nobile gallo-romano Ponzio Meropio Paolino (san Paolino di Nola) gettò le fondamenta della nuova basilica in onore di san Felice. La fabbrica, decorata con preziosi marmi e affreschi, aveva tre navate e terminava con un'abside tricora. Un atrio, che accoglieva un càntaro e alcune fontane, collegava la nuova basilica alla vecchia.

### Dal Medioevo all'epoca moderna
Dopo aver fatto parte del Ducato di Napoli, Cimitile divenne un luogo di culto e di pellegrinaggio fra i più importanti della Tarda Antichità e del Medioevo, nonché uno dei casali della Contea di Nola in Terra di Lavoro, quindi, dal XVII secolo feudo della famiglia Albertini. Nel XVII secolo il cimitilese Cesare Riccardi divenne uno dei più temuti banditi del Viceregno di Napoli, venendo alla fine ucciso dalle truppe che gli davano la caccia. Pochi anni dopo il preposito Carlo Guadagni avviò un'opera di recupero del sito monumentale cimitilese, scrivendo anche un'importante opera di storia religiosa, “Nola Sacra”, fonte per la conoscenza della storia locale. Membro della congregazione dei Padri somaschi, dottore nell'una e nell'altra legge, professore di sacra teologia, protonotario apostolico e scrittore, Carlo Guadagni è un personaggio ben noto a quanti si occupano della storia di Nola e del santuario di Cimitile, di cui fu preposito dal 1675 al 1688
Durante la Repubblica Napoletana del 1799 Cimitile aderì agli ideali rivoluzionari, subendo successivamente la dura reazione sanfedista. Nel periodo napoleonico furono espropriati molti beni ecclesiastici e aboliti i diritti feudali. In tal modo nel 1808 Cimitile divenne comune autonomo, come risulta da una convenzione sottoscritta dal principe Fabio Albertini innanzi alla Commissione Feudale. Nel 1820 i moti di Nola segnarono l'inizio del Risorgimento italiano. Gli insorti passarono anche da Cimitile (località Galluccio) per raggiungere Avellino. Il principe Fabio Albertini di Cimitile svolse un importante ruolo durante il governo costituzionale in qualità di diplomatico, opponendosi alla Santa Alleanza. La repressione del governo costituzionale lo costrinse all'esilio in Inghilterra, dove conobbe il grande poeta Ugo Foscolo.

### Post risorgimento
Nel 1884 per volontà della marchesa di Rende, Angelica Caracciolo, madre dell'arcivescovo di Benevento e nunzio a Parigi Camillo Siciliano, legata agli ambienti del tradizionalismo religioso e politico francese che, comunque, stimolarono gli studi di arte ed antichità cristiane, si intrapresero i lavori di pulizia, di rilevamento e restauro delle Basiliche paleocristiane di Cimitile, che fu visitata dallo studioso francese Rohault de Fleury e da altri studiosi stranieri, fra i quali Theodor Mommsen.
Nel 1906 l'ennesima eruzione del Vesuvio costrinse ad evacuare l'abitato.

### Il Novecento
Con il fascismo l'amministrazione democratica di Cimitile fu sostituita da podestà di nomina governativa. Nel 1927 con la soppressione della Terra di Lavoro Cimitile e il distretto di Nola, entra con l'atto deliberativo ufficiale del 29 aprile dello stesso anno, in provincia di Napoli istituita nel 1806 durante il dominio francese. Negli anni trenta il Soprintendente Professor Gino Chierici iniziò gli scavi che portarono alla luce una parte dell'inestimabile patrimonio monumentale di Cimitile, privilegiando le opere antiche rispetto a quelle tardomedievali e di età moderna, che furono quasi interamente distrutte.
Nel 1943 il cavalcavia settecentesco in località Santa Maria in Cimitile fu minato dai tedeschi per rallentare il cammino delle truppe alleate provenienti da Napoli, ma cittadini cimitilesi si opposero impedendo la distruzione della struttura architettonica.
Nel dopoguerra (anno 1950 circa) il professor Gino Chierici, riprese e diresse i lavori di scavo archeologico e restauro nell'area del complesso basilicale di Cimitile. Dopo la sua morte, avvenuta nel 1961, i lavori proseguirono saltuariamente e ai danni prodotti durante le precedenti operazioni di scavo si aggiunse la scomparsa di numerosi reperti. Successivamente fu la Sovrintendenza ai Monumenti della Campania ad occuparsi di ulteriori lavori di sistemazione, Il 23 maggio 1992 Giovanni Paolo II giunse in pellegrinaggio alla tomba di San Felice, rimanendovi in mistica concentrazione e preghiera.
Molti studiosi italiani e stranieri si sono interessati a Cimitile, fornendo contributi fondamentali alla conoscenza del sito. Nel 2002 è stata lanciata la proposta di inserire Cimitile nella lista del Patrimonio dell'Umanità dell'UNESCO.
Vari cimitilesi sono stati deputati al Parlamento italiano: Michele Rossi nel secolo XIX, D'Antonio e Franco Manganelli.

### Simboli
Lo stemma è stato adottato con delibera del consiglio comunale del 15 settembre 2000. È costituito da una campana accompagnata da un teschio che fa riferimento al cimitero che ha dato origine al toponimo e ricorda le reliquie di tanti santi martiri sepolti nella necropoli; intorno volano sette farfalle, che richiamano lo stemma della città di Nola dove cinque api volano intorno ad una campana, e simboleggianti probabilmente anche le sette antiche basiliche della località.
Il gonfalone utilizzato dal comune è costituito da un drappo di azzurro.

## Monumenti e luoghi d'interesse

### Architetture religiose

#### Basiliche Paleocristiane

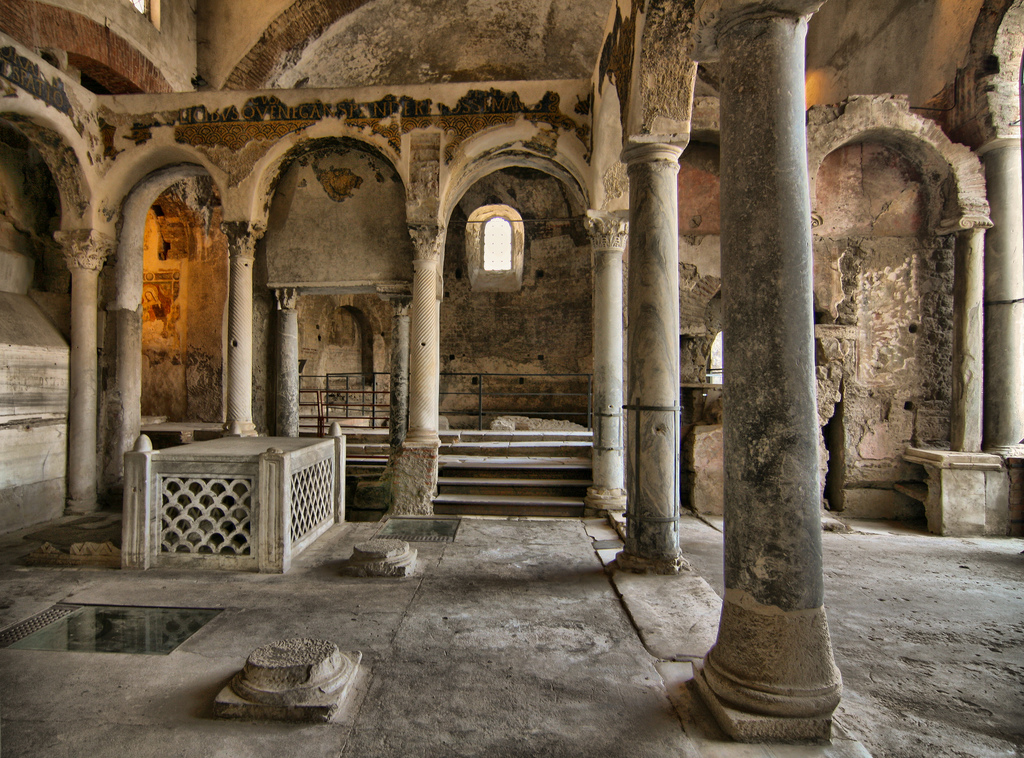
Basilica paleocristiana di San Felice

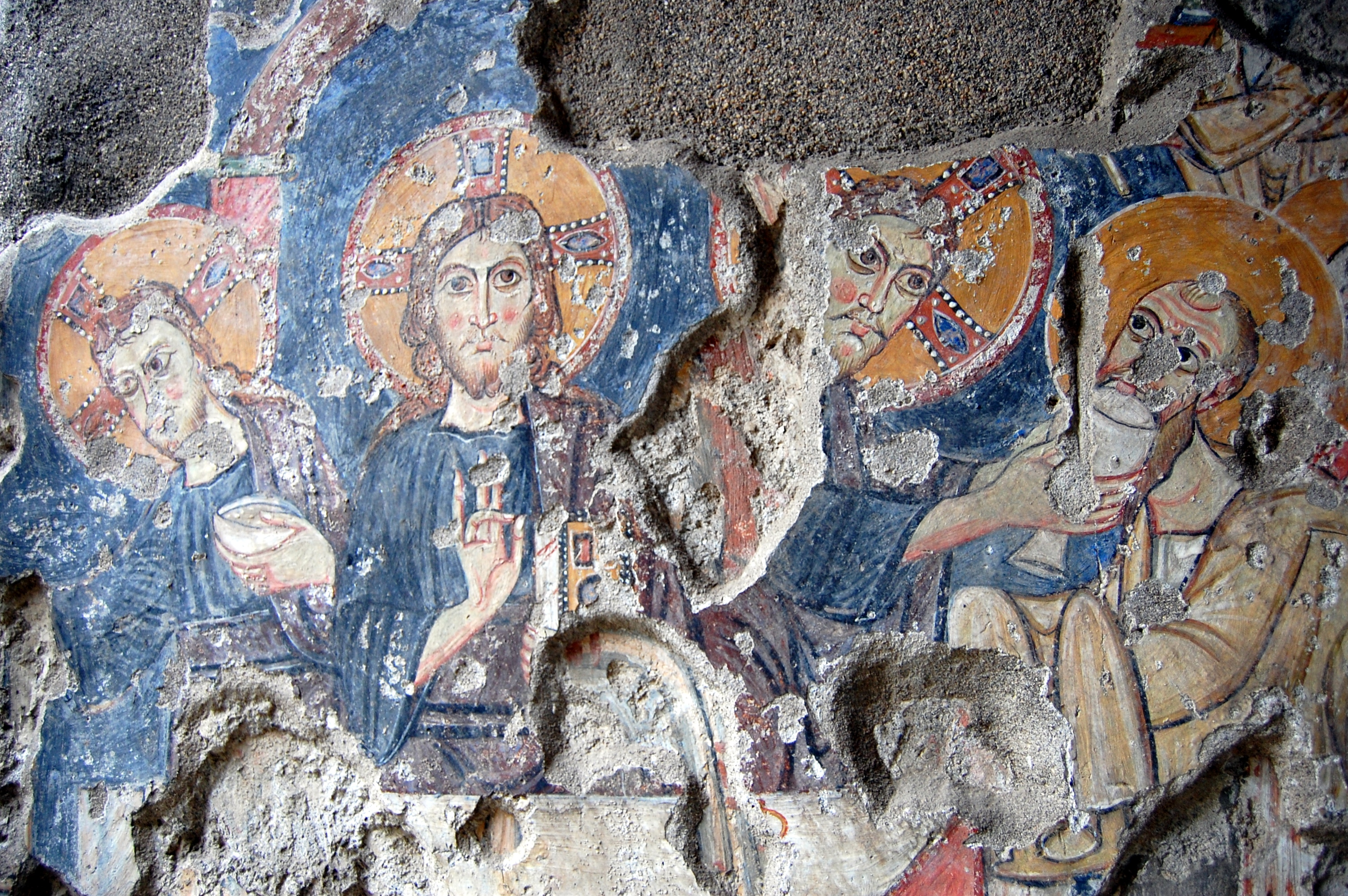
Affresco nel complesso paleocristiano del Cristo con l'eucaristia

Complesso Basilicale Paleocristiano - È costituito da vari edifici di culto, dedicati ai santi Felice, Stefano, Tommaso, Calionio, Giovanni, ai Martiri e alla Madonna degli Angeli.
Gli edifici più antichi risalgono al IV secolo, ma il periodo di massimo splendore è quello racchiuso tra la fine del IV secolo e l'inizio del V, allorché S. Paolino di Nola vi si ritirò come monaco, prima di diventare vescovo della città intorno al 409.
Danneggiato da una disastrosa alluvione nella prima metà del VI secolo, si riprese ben presto e diventò celebre santuario. La basilica di S. Felice, retta da un preposito, dal 1599 rimase alle dipendenze del Capitolo Cattedrale nolano e solo nel 1675 riacquistò l'autonomia. Agli inizi del secolo XVIII la parte orientale della basilica di S. Felice fu distrutta per costruire la nuova chiesa parrocchiale. Nel XIX secolo il santuario conobbe un lungo periodo di abbandono; tra il 1933 ed il 1960, ad opera dell'architetto Gino Chierici, fu sottoposto a importanti lavori di scavo e di restauro, ripresi e continuati dopo il 1988 fino al presente.

#### Chiesa di San Raffaele
Chiesa di San Raffaele. Essa è posta appena fuori dal centro della città ed è molto piccola: può contenere al massimo 30-35 persone. Le messe vengono celebrate solo la domenica e la festa della chiesa ricorre il 24 ottobre, giorno in cui viene organizzata dal sacerdote e dai fedeli della chiesa una piccola cena in onore di San Raffaele.

#### Chiesa di San Felice in Pincis.
Essa è la chiesa più influente e importante di Cimitile. Si trova lungo il Corso che porta in località Galluccio.A sinistra dell'entrata della chiesa c'è un cancello che porta direttamente all'interno delle Basiliche. Il 29 marzo 2024 è stato festeggiato il Sepolcro, posto a sinistra rispetto all'atrio e con il grano per terra. 

### Architetture civili
Villa Lenzi. Villa ottocentesca, ricavata da un monastero eretto alla fine del XVI secolo. La chiesa (diventata cappella privata), dedicata a San Francesco da Paola,  è conservata ottimamente.
Palazzo Albertini.
Palazzo Filo della Torre.
Palazzo Caracciolo di Rodi poi per successione de Lerma di Castelmezzano.

## Società

### Evoluzione demografica
Abitanti censiti

### Etnie e minoranze straniere
Secondo i dati ISTAT al 31 dicembre 2010 la popolazione straniera residente era di 142 persone. Le nazionalità maggiormente rappresentate in base alla loro percentuale sul totale della popolazione residente erano:
- Ucraina 82 1,11%

### La festa patronale
Al santo patrono "Felice" vengono dedicati solenni festeggiamenti che richiamano una gran folla di persone.
Il 5 gennaio inizio del novenario predicato: è caratterizzato una breve processione per il centro storico del paese (“ 'a sagliuta e san Felice”) che rievoca la salita della statua (situata nella basilica maggiore di San Felice in Pincis) in parrocchia. La sera del 13 gennaio i bambini di III, IV e V elementare cantano durante la celebrazione eucaristica in chiesa. Dopo la Messa serale, anche agli adulti hanno la possibilità di cantare l'inno di San Felice nelle basiliche paleocristiane dove ha inizio una fiaccolata che si conclude in parrocchia per la veglia.
Ma i festeggiamenti da tutti più attesi avvengono il 14 gennaio di ogni anno. Fin dal primo mattino i rintocchi delle campane annunciano il giorno di festa con grande emozione nel cuore del popolo cimitilese, già desto dalle ore 4.00 per le note gioiose della banda musicale che percorre le vie del paese, accompagnata dagli spari di petardi nella tradizionale "DIANA" in gergo detta " 'a diana" (lettura 'a riàn') che rievoca l'arrivo dei pellegrini da ogni parte della Campania e non solo. Alle 6.00 la prima messa annunciata dal suono dell'antica campana usata solo in questa occasione, alla messa delle 6.00 segue quella delle 7.00, delle 8.00 e quella delle 9.00 celebrata generalmente da un vescovo.
Verso le 10.00 tutto è pronto per processione che si avvia e si snoda per le strade del paese, tra la folla, mentre si innalzano le note di un inno cantato da bambini.
E la festa continua la prima domenica, dopo otto giorni dal 14, la cosiddetta "ottava". È un intero giorno che viene dedicato a San Felice portandolo in tutte le strade e vicoli dove hanno luogo spettacoli di fuochi pirotecnici che vengono sparati per salutare il Santo.

## Infrastrutture e trasporti
Cimitile è attraversata dalla via Nazionale delle Puglie (vecchio tracciato della SS 7 bis) ed è servita dall'omonima stazione della linea Napoli - Nola - Baiano della ferrovia Circumvesuviana.

## Amministrazione
Di seguito è presentata una tabella relativa alle amministrazioni che si sono succedute in questo comune.
| Periodo          | Periodo          | Primo cittadino        | Partito                      | Carica              | Note  |
| ---------------- | ---------------- | ---------------------- | ---------------------------- | ------------------- | ----- |
| 8 agosto 1985    | 5 giugno 1990    | Luigi Velotti          | Democrazia Cristiana         | Sindaco             | [ 7 ] |
| 5 giugno 1990    | 27 gennaio 1992  | Mario Menna            | -                            | Sindaco             | [ 7 ] |
| 26 marzo 1992    | 10 gennaio 1993  | Antonio D'Antonio      | -                            | Sindaco             | [ 7 ] |
| 17 gennaio 1993  | 27 maggio 1993   | Antonio Armano         |                              | Sindaco             | [ 7 ] |
| 28 luglio 1993   | 22 novembre 1993 | Eugenia Valente        |                              | Comm. pref.         | [ 7 ] |
| 22 novembre 1993 | 2 marzo 1996     | Carmine Paduano        | -                            | Sindaco             | [ 7 ] |
| 15 marzo 1996    | 10 giugno 1996   | Maria Assunta Falco    |                              | Comm. straordinario | [ 7 ] |
| 10 giugno 1996   | 17 aprile 2000   | Nunzio Provvisiero     | -                            | Sindaco             | [ 7 ] |
| 17 aprile 2000   | 5 aprile 2005    | Provvisiero Pellegrino | centro                       | Sindaco             | [ 7 ] |
| 5 aprile 2005    | 30 marzo 2010    | Nunzio Provvisiero     | lista civica                 | Sindaco             | [ 7 ] |
| 30 marzo 2010    | 1º giugno 2015   | Nunzio Provvisiero     | lista civica                 | Sindaco             | [ 7 ] |
| 1º giugno 2015   | 29 aprile 2017   | Francesco Di Palma     | lista civica: Prima cimitile | Sindaco             | [ 7 ] |
| 30 aprile 2017   | 11 giugno 2018   | Ciro Silvestro         |                              | Comm. pref.         | [ 7 ] |
| 11 giugno 2018   | 16 maggio 2023   | Nunzio Provvisiero     | lista civica                 | Sindaco             | [ 7 ] |
| 16 maggio 2023   | in carica        | Filomena Balletta      | lista civica                 | Sindaco             | [ 7 ] |

## Sport
La squadra locale di Calcio, l'A.S.D. Cimitile 1966: milita nel Campionato Regionale di Promozione Campania.
La squadra locale di Pallavolo, l'A.D. Polisportiva Cimitile 1973: milita nel Campionato Nazionale di Serie B2.